# Illice discistriga
Illice discistriga är en fjärilsart som beskrevs av Paul Dognin 1912. Illice discistriga ingår i släktet Illice och familjen björnspinnare. Inga underarter finns listade i Catalogue of Life.